# فوكينو (مقاطعة بريانسك)
فوكينو، بريانسك أوبلاست (بالروسية: Фокино) هي إحدى مدن روسيا في الكيان الفدرالي الروسي بريانسك أوبلاست، تقع فوق نهر بولفا (عند منبع نهر دسنا)، على مسافة 16 كيلومتراً شمال بلدة بريانسك. بلغ عدد سكانها حسب إحصاء سكان روسيا لسنة 2010 حوالي 13,874 نسمة، وقد كان 15,191 في حين إحصاء سنة 1989 و15,504 في إحصاء سنة 2002.